# Ви вмієте грати на піаніно?
«Ви вмієте грати на піаніно?» («Вы умеете играть на пианино?») — радянський мелодраматичний телефільм-вистава 1982 року, знятий режисером Сергієм Яшиним на Центральному телебаченні СРСР.

## Сюжет
З циклу «За Вашим листом». Розповідь про події, що відбулися у родині Конькових. Мати сімейства, Маріанна Денисівна, ігноруючи бажання членів своєї сім'ї, прагнула влаштувати їхнє щастя на свій розсуд. Усі її старання зазнали повного фіаско.

## У ролях
- Клара Лучко — Конькова
- Володимир Самойлов — Коньков
- Марія Скворцова — Варвара Карпівна
- Ігор Нефьодов — Микита
- Яніна Лісовська — Надя
- Олена Новикова — Людмила
- Аза Ліхітченко — ведуча циклу «За вашим листом»

## Знімальна група
- Режисер — Сергій Яшин
- Сценарист — Анатолій Висторобець
- Оператор — Марат Ларін
- Композитор — Марк Мінков
- Художник — Валерія Ямковська